# رامي (نبات)
رَامي أو قُنَّب سِيَام أو ثِيلُ سِيَام (بالإنجليزية: Ramie)‏: هو نبات مزهر من عائلة القراص، موطنه شرق آسية. وهي نباتات عشبية ذات الحولين تنمو لتصل 1- 2.5 م في الطول؛ الأوراق على شكل قلب، بطول 7-15 سم، وعرض 6-12 سم، وهي بيضاء على الجانب السفلي مع فروة شعرية قصيرة وكثيفة، وهذا يعطيها المظهر الفضي؛ وخلافًا للقراص، فالشعر غير لاسع. الرامي الحقيقي أو العشب الصيني كما يدعى أو رامي الأبيض هو نبات يزرع في الصين. وهناك نوع ثان، ويعرف برامي الأخضر أو ريا ويعتقد أنها نشأت في شبه جزيرة الملايو. وهذا النوع ذو أوراق أصغر وخضراء من الطرف السفلي ويبدو أنه أكثر ملاءمة للظروف الاستوائية.

## الخصائص
الرامي هو واحد من أقوى الألياف الطبيعية. وهو يبدي قوة أكبر عندما يكون رطبًا. وتعرف ألياف الرامي بقدرتها على حفظ شكلها، والحد من التجعد، وتبدي مظهرًا براقًا حريريًا للأقمشة المصنوعة منها. لكنها ليست متينة كغيرها من الألياف، ولذلك عادة ما تستخدم ممزوجة مع ألياف أخرى مثل القطن أو الصوف. وألياف الرامي مشابهة لألياف الكتان في الامتصاص، والكثافة، والمظهر المجهري. بيد أنها لا تصبغ كما القطن. وبسبب نسبة التبلور العالية لألياف الرامي، فهي متيبسة، وهشة، ويمكن أن تتكسر إذا ثنيت في نفس المكان لعدة مرات؛ وهي تفتقر إلى المرونة وميلها إلى المرونة والاستطالة.

## الاستخدامات
إن لألياف الرامي استخدامات محدودة في النسيج بالرغم من قوتها. استخراج ألياف الرامي وتنظيفها هي عملية مكلفة، ويعود ذلك أساسًا إلى الخطوات العديدة التي تشمل الكشط، والسحق، والتسخين، والغسل، أو التعرض للمواد الكيميائية. وهي تحتاج إلى فصل الألياف الخام من الراتنجات اللاصقة التي تغلفه. غزل الألياف عملية صعبة بسبب هشاشة الألياف، وانخفاض مرونتها؛ وعملية النسج معقدة بسبب السطح الشعري للخيوط الناتجة عن عدم التماسك بين الألياف. الاستخدام الأكبر لألياف الرامي يعتمد على تطوير وتحسين أساليب التصنيع. تستعمل ألياف الرامي في صنع منتجات مثل خيوط الخياطة الصناعية، ومواد التغليف، وشباك الصيد، والأقمشة المستخدمة في الترشيح. كما أنها تستخدم في أقمشة الأثاث المنزلي (التنجيد، ولوحات الرسم الزيتي)، والملابس، في كثير من الأحيان تمزج مع غيرها من ألياف النسيج (على سبيل المثال عندم تمزج مع الصوف، فإن الانكماش يقل إلى حد كبير بالمقارنة مع من الصوف الخالص). تستخدم الألياف الأقصر والنفايات في صنع الورق. يستخدم الرامي كنباتات للزينة في شرق آسية.

## المنتجون
تتصدر الصين إنتاج وتصدير الرامي أساسيا إلى اليابان وأوروبا. هناك منتجون آخرون وهم اليابان، وتايوان، والفلبين، والبرازيل. نسبة مئوية صغيرة فقط من الرامي المنتج متاحة في السوق الدولية. وتعتبر اليابان وألمانيا وفرنسا والمملكة المتحدة هي البلاد المستوردة الرئيسية، وما تبقى من العرض يستخدم محليًا.